# Gomya insularis
Gomya insularis is een keversoort uit de familie Endomychidae (zwamkevers). De wetenschappelijke naam van de soort werd in 1973 gepubliceerd door Roger Dajoz.